# Messier 15
Messier 15 (auch als NGC 7078 bezeichnet) ist ein 6,2 mag heller Kugelsternhaufen mit einer Winkelausdehnung von 18′ im Sternbild Pegasus, 4° westlich des Sterns Enif. Seine Entfernung beträgt etwa 33.600 Lichtjahre, sein Durchmesser rund 175 Lichtjahre. Die hellsten seiner mindestens 500.000 Mitglieder erreichen eine scheinbare Helligkeit von 12,6 mag. 
M 15 ist der zweithellste Kugelhaufen des Nordhimmels und wurde 1746 von Jean-Dominique Maraldi entdeckt, der ihn als nebelhaften Stern beschrieb. Charles Messier (1764) und Johann Elert Bode konnten im Innern keine Sterne wahrnehmen, was erst 1783 Wilhelm Herschel gelang. 
In einem Amateurteleskop von 20 cm Öffnung sind bereits die hellsten Einzelsterne zu sehen, wenn die freiäugige Grenzhelligkeit 4 mag beträgt – also schon am Stadtrand. 
Im Kern, der extrem stark verdichtet ist, wurde 2002 ein 4000 Sonnenmassen schweres Schwarzes Loch entdeckt.
In Amateurfernrohren erscheint M15 visuell nur etwa 7′ groß, fotografisch etwa 12′. Der Gezeitenradius hingegen, außerhalb dessen die Gravitation der Milchstraße Sterne abdriften lässt, beträgt 21′ bis 22′ (etwa 210 Lichtjahre).

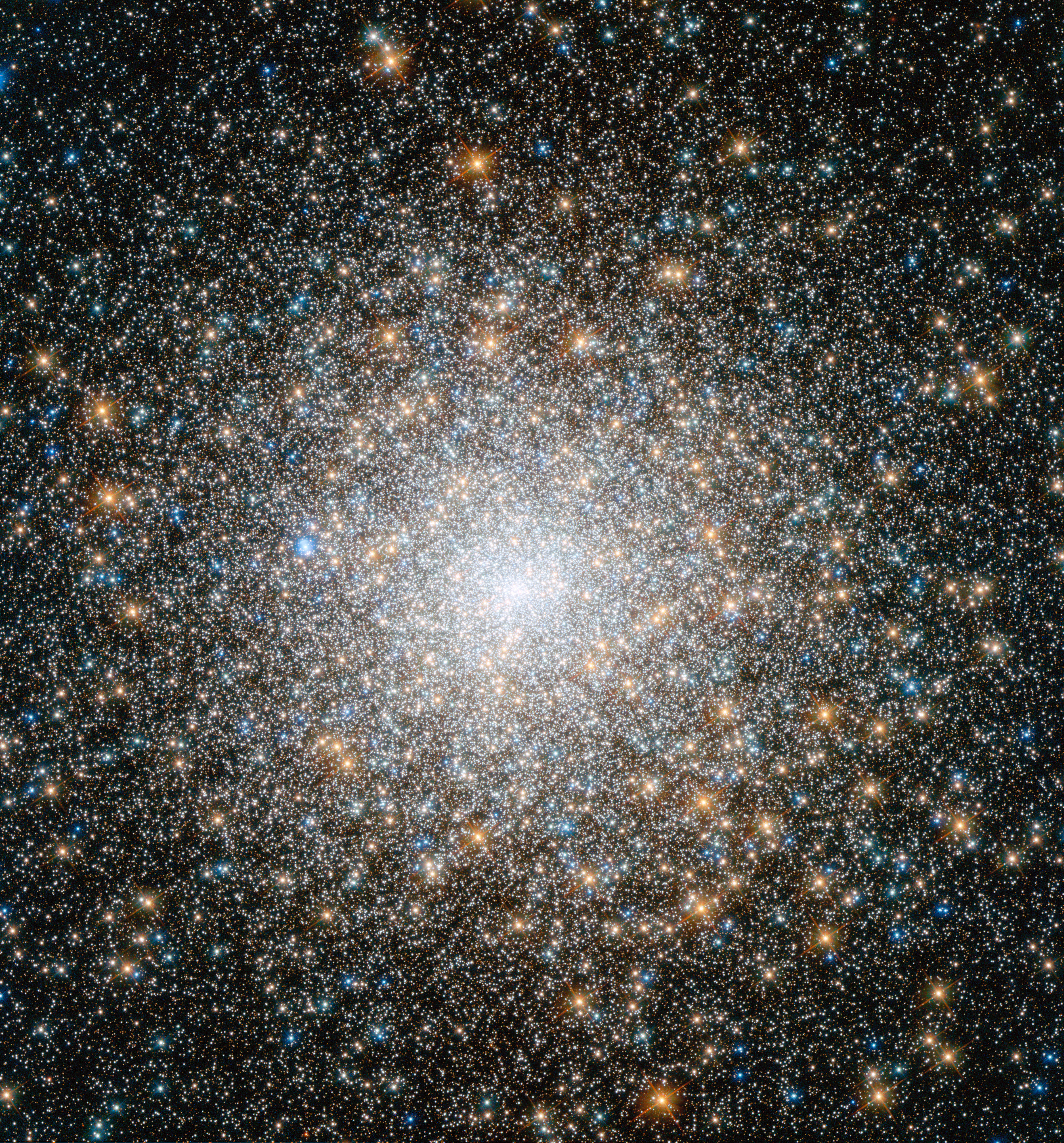
Hochaufgelöste Abbildung des Zentrums von Messier 15, die sich von Ultraviolett bis zum nahen Infrarot erstreckt und mithilfe des Hubble-Weltraumteleskops erstellt ist. Links, etwas oberhalb der Bildmitte ist bläulich der planetarische Nebel Pease 1 zu erkennen. Die Bilddiagonale entspricht 3,6 Bogenminuten.

Messier 15 ist der erste Kugelhaufen, in dem ein planetarischer Nebel entdeckt wurde: 1928 Pease 1. Er enthält überdies neun Pulsare – Überreste von Supernovae aus der Zeit, als M15 noch jung war. Außerdem gehört er (neben Messier 3 und Omega Centauri) zu den Kugelhaufen mit den meisten Veränderlichen Sternen; bisher hat man 112 identifiziert.